# 凱爾西·米切爾
凱爾西·米切爾（英語：Kelsey Mitchell，1993年11月26日—），加拿大單車運動員，她代表加拿大隊參加了日本舉行的2020年夏季奧林匹克運動會，並且在女子爭先賽上獲得金牌。